# Свети Стефан (Несебър)
Вижте пояснителната страница за други значения на Свети Стефан.
„Свети Стефан“, известна като Новата митрополия, е православна църква в Несебър, Източна България. Тя е част от Архитектурно-историческия резерват в града, който е част от Световното наследство на ЮНЕСКО и един от 100-те национални туристически обекта.

## История, архитектурни и художествени особености
Църквата „Свети Стефан“ или т.н. „Нова Митрополия“ е изградена в периода XI-XIII век. В XVI век тя е удължена на запад, а в XVIII век е добавен притворът. По план църквата представлява трикорабна базилика с размери 12 х 9,50 метра. Средният кораб се извисява над страничните и е увенчан от изток и запад с овални фронтони. Църквата е построена от каменни блокове и тухли. При строителството ѝ са преутребени множество архитектурни елементи – корнизи, капители, релефи от разрушени по-рано християнски сгради.
Корабите са разделени с по две двойки мраморни колони и с правоъгълни пилони, свързани с арки. На изток има три полукръгли апсиди, които завършват при корниза с арки. Покривът е скатен, като средният кораб се издига над страничните. На източната фасада – над арките под корниза, за първи път се срещат характерните за по-късни векове /ХІІІ и XIV в./ декоративни глазирани панички.
Първоначално църквата е посветена на Богородица и доста по-късно се преименува в „Свети Стефан“. Затова и тематично стенописите са свързани с живота на Божията майка.
Датата на изписването на църквата е отбелязана в ктиторски надпис, разположен над южната врата на наоса – 1599 година.
Изобразени са над 1000 фигури в 258 композиции. Сцените от чудесата на Христос са дадени в цяла поредица според евангелските легенди. Особеностите на стила на изобразяване позволяват да се разграничи ръката на трима майстори: двама са работили в източната част на наоса, а трети – в западната. В началото на XVIII век на източната стена на притвора е нарисувана сцената „Страшния съд“ в традиционна за времето си иконография.
В църквата са запазени оригинален по стил рисуван иконостас от края на XVI в. и резбован архиерейски трон и амвон от края на XVIII век. Иконостасът е дървен, пестеливо украсен с плитка резба. Той е триреден, но сега са запазени само двата регистъра. Апостолският ред е решен традиционно за XVI в. – върху една обща дъска. Образите на апостолите, на Богородица и на Йоан Кръстител, от централната сцена „Дейзис“, са поместени под релефни арки. Христос е нарисуван в размерите на икона. Архитравите и цокълните табла от иконостаса са украсени в характерния ориенталски стил т.нар. „Лале“. Владишкият трон и амвонът /XVIII в./ предизвикват интерес с плитката резба на едри растителни мотиви и с овалните рисувани полета, изпълнени в позлата и в полихромия.
Благодарение на съхранения си архитектурен облик, иконостаса и преди всичко на високохудожествените си стенописи, църквата „Св. Стефан“ е един от най-значителните паметници на българското културно наследство.